# Johann Maria Philipp Frimont
Pour les articles homonymes, voir Frimont.
Jean Philippe Marie de Frimont, comte de Palota, prince d'Antrodoco (1759-1831), est un général de l'empire d'Autriche. En 1831, il fut nommé à la présidence du Hofkriegsrat, le Conseil de guerre de l'Autriche.

## Biographie
Fils de Dominique de Frimont, major dans l'armée, puis gouverneur de Fénétrange, Jean Philippe Marie de Frimont voit le jour à Fénétrange en Lorraine, le 3 février 1759. Il suit une formation classique au collège de Pont-à-Mousson. Suivant les traces de son père, il choisit naturellement la carrière des armes, et s'engage le 7 avril 1776, comme simple soldat, dans un régiment de hussards.

### Au service de l'Autriche
Dans la cavalerie autrichienne, Jean de Frimont participe à la guerre de Succession de Bavière. Promu Oberleutnant, lieutenant, le 1er janvier 1787, il prend part à la guerre austro-turque, où il est nommé Rittmeister en second. Il émigre en 1791, et combat dans l'armée des émigrés sous les ordres du prince de Condé. Après la dissolution du corps de ce prince, il entre, avec le régiment des chasseurs de Bussy dont il est colonel, au service de l'Autriche.

### Général de cavalerie

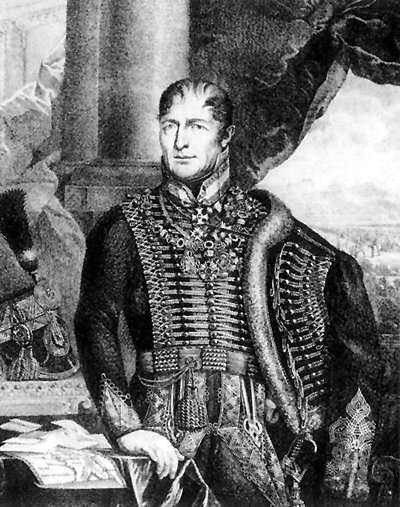
Johann Maria Philipp Frimont, en uniforme de hussard autrichien.

Au cours des premières campagnes contre les armées révolutionnaires françaises, Jean de Frimont reçoit de nombreuses distinctions. Promu Major, commandant, le 1er mars 1796, il se distingue à la tête de son escadron à Frankenthal, le 12 novembre de la même année, et reçoit la Ritterkreuz de l'ordre militaire de Marie-Thérèse. Le 29 avril 1797, il est promu Oberstleutnant, lieutenant-colonel. Son courage étant de nouveau reconnu, il passe Oberst, colonel, le 25 avril 1798. Lors de la campagne de 1800, le colonel de Frimont se distingue comme un véritable chef de cavalerie, notamment le 14 juin 1800 à la bataille de Marengo. Le 9 juin 1801, Jean de Frimont est promu Generalmajor, général de brigade dans l'armée autrichienne. Pendant la campagne de 1805, le général de Frimont sert en Italie et conforte sa renommée, faisant de nouveau preuve de bravoure, lors de la bataille de Caldiero.
Le 13 février 1809, Jean de Frimont est nommé Feldmarschall-Leutnant, feld-maréchal adjoint en Italie et s'illustre à Pordenone et San Daniele. Pour sa bravoure, il reçoit la Commandeurkreuz de l'ordre de Marie-Thérèse. En 1812, Frimont conduit la cavalerie divisionnaire du 12e corps d'armée de Schwarzenberg pendant la campagne de Russie. La cavalerie de la division compte alors huit régiments de cavalerie, ainsi que des compagnies de l'artillerie, du génie et de l'intendance.

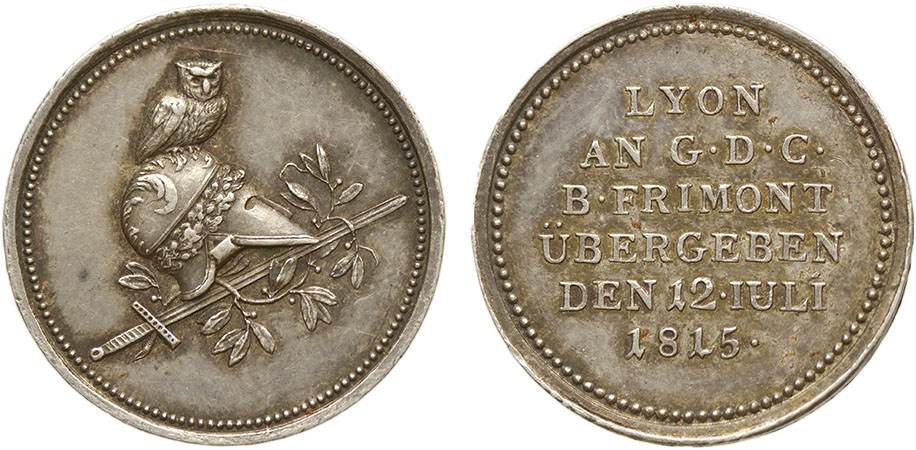
Médaille commémorant la prise de Lyon par Frimont le 12 juillet 1815

Il sert lors de la campagne d'Allemagne (1813), recevant la Commandeurkreuz de l'ordre impérial de Léopold le 27 juillet 1813. Le 13 octobre 1813, il est promu au grade General der Kavallerie, général de corps d'armée dans l'armée autrichienne. Le général de Frimont sert ensuite l'empire d'Autriche durant la campagne de France (1814). Affecté au haut commandement, il se distingue à la bataille de La Rothière et à la bataille d'Arcis-sur-Aube. Après le traité de Paris en 1814, il devient gouverneur militaire de la place de Mayence. Nommé commandant en chef des troupes autrichiennes en Italie en 1815, il mène son armée en France, jusqu'à Lyon. Pour son action, il reçoit la Großkreuz de l'ordre impérial de Léopold le 17 juin 1815. Avec l'armée d'occupation, il reste dans l'Est de la France pendant quelque temps. En février 1819, Jean de Frimont reçoit un nouveau commandement à Venise, dans le royaume de Lombardie-Vénétie.

### Commandant des troupes en Italie
En 1821, Jean de Frimont dirige l'armée autrichienne qui est déployée contre les carbonari napolitains. Après les batailles de Rieti et d'Antrodoco, le 24 mars, il entre victorieusement dans Naples. Le roi Ferdinand Ier de Naples lui donne le titre de prince de Antrodoco, la croix de chevalier de première classe de l'ordre de la Couronne de fer, ainsi qu'une dotation de 220 000 ducats (935 000 francs-or). Il est appelé à combattre de nombreux foyers révolutionnaires au nord de l'Italie (duché de Parme, duché de Modène). En novembre 1831, après 56 ans au service de l'empereur d'Autriche, Jean Philippe Marie de Frimont est finalement nommé à la présidence du Conseil aulique de la Guerre, la plus haute institution militaire de l'empire d'Autriche. Il décédera quelques jours plus tard, le 26 décembre 1831.
D'après Istvan Nagy, de tous les généraux de cavalerie autrichiens, « seul Frimont était au niveau de Montbrun, Grouchy, Murat, Nansouty, Lasalle et de beaucoup d'autres généraux français ».

## Distinctions
- Commandeur de l'ordre militaire de Marie-Thérèse.
- Grand-croix de l'ordre de la Couronne de fer.
- Grand-croix de l'ordre royal et militaire de Saint-Louis.

## Sources
- Frimont, Johann Maria Philipp, in Biographisches Lexikon des Kaiserthums Oesterreich, 4e vol, Vienne, 1858, p. 363–366 (en ligne).

- (en) Cet article est partiellement ou en totalité issu de l’article de Wikipédia en anglais intitulé « Johann Maria Philipp Frimont » (voir la liste des auteurs).